# Majur (imanje)
Majur (mađ. major) ili marof je izdvojeni dio vlastelinstva ili velikoga zemljišnog imanja. Osim polja, u sastavu majura bile su gospodarske zgrade, tehnička sredstva te radna stoka. Često je imao i vlastitog upravitelja.